# Robert De Niro
Robert Anthony De Niro Jr. (ur. 17 sierpnia 1943 w Nowym Jorku) – amerykański aktor, reżyser i producent filmowy, zdobywca dwóch Nagród Akademii Filmowej za role w filmach Ojciec chrzestny II (1974) i Wściekły Byk (1980), uważany za jednego z najlepszych i najbardziej wszechstronnych aktorów, a także jednego z najbardziej dochodowych aktorów w historii kina; filmy z jego udziałem uzyskały przychód, według witryny Box Office Mojo, ponad 2,2 miliarda dolarów.

## Wczesne lata
Urodził się w Nowym Jorku w rodzinie katolickiej jako syn Virginii Admiral, malarki, i Roberta Henry’ego De Niro, rzeźbiarza i malarza abstrakcyjnego. Jego ojciec miał pochodzenie włoskie i irlandzkie, natomiast przodkowie matki wywodzili się z Holandii, Francji i Niemiec. Włoscy pradziadkowie Roberta, Giovanni De Niro i Angelina Mercurio, wyemigrowali z Ferrazzano, a babka ze strony ojca, Helen O’Reilly, była prawnuczką Edwarda O’Reilly’ego, imigranta z Irlandii.
Jego rodzice poznali się na zajęciach malarstwa i zamieszkali w nowojorskiej dzielnicy Greenwich Village, wynajmując mieszkanie na poddaszu jednego z budynków. Wkrótce po jego urodzeniu znaleźli się w stanie separacji, a w 1945 się rozwiedli. Ojciec opuścił matkę i wówczas 3-letniego Roberta juniora, gdy zdał sobie sprawę, że jest homoseksualistą, pozostał jednak obecny w życiu syna przez całe życie. Robert De Niro pośmiertnie zadedykował mu wyreżyserowany przez siebie film Prawo Bronxu (A Bronx Tale, 1993).
De Niro dorastał na obszarze nowojorskiego Manhattanu, zwanym Małymi Włochami (ang. Little Italy), wychowywany przez matkę. Dołączył do ulicznego gangu, zyskując przydomki „Bobby Milk” i „Robden”. Przez sześć lat uczęszczał do Public School 41, publicznej szkoły podstawowej na Manhattanie. Brał lekcje aktorstwa w Dramatic Workshop i w wieku dziesięciu lat zadebiutował na scenie w roli tchórzliwego lwa w inscenizacji L. Franka Bauma Czarnoksiężnik z Krainy Oz. Uczył się w Elisabeth Irwin High School i Little Red School House. Przez krótki czas uczęszczał do Liceum Muzyki i Sztuki, zanim przeniósł się do publicznego liceum IS 71, Charles Evans Hughes Junior High School. Następnie naukę kontynuował w McBurney School, a później w Rhodes Preparatory School. Znalazł w sztuce sposób na złagodzenie nieśmiałości i zafascynował się kinem, porzucił szkołę średnią w wieku 16 lat. Studiował aktorstwo w Herbert Berghof Studio, Actors Studio pod kierunkiem Lee Strasberga oraz u Stelli Adler w Stella Adler Conservatory, gdzie miał kontakt z technikami systemu Stanisławskiego.

## Kariera

### Początki kariery
W 1963 po raz pierwszy trafił przed kamery filmowe z Jill Clayburgh w roli Cecila w farsie Briana De Palmy Wesele (The Wedding Party), którego premiera miała jednak miejsce sześć lat później (1969). Następnie wystąpił jako siostrzeniec w dramacie krotkometrażowym Spotkanie (Encounter, 1965) z Dyanne Thorne o spotkaniu matki i syna, którego wcześniej oddała do adopcji. U Marcela Carné pojawił się we francuskim komediodramacie Trzy pokoje na Manhattanie (Trois chambres a Manhattan, 1965) z Annie Girardot jako klient w restauracji i francusko-włoskim dramacie Młode wilki (Les Jeunes loups, 1968) jako hipis. Brian De Palma zaangażował go do głównej roli Jona Rubina; najpierw jako weterana wojny wietnamskiej w komedii satyrycznej Pozdrowienia (Greetings, 1968), a potem jako początkującego filmowca i podglądacza w czarnej komedii Cześć, mamo! (Hi, Mom!, 1970) z Charlesem Durningiem. W dwóch realizacjach Jordana Leondopoulosa – dramacie neo-noir Pieśń Sama (Sam’s Song, 1969) z Sybil Danning i później w zmontowanym zupełnie innym filmie Cannon Films Zamiana/Linia ognia (The Swap/Line of Fire, 1979) jako Sam „Sammy” Nicoletti, montażysta filmu dokumentalnego o Nixonie i filmu porno, zostaje zamordowany przez nieznanego sprawcę. W dramacie kryminalnym Rogera Cormana Krwawa mamuśka (Bloody Mama, 1970) z Shelley Winters, opartym na prawdziwej historii Ma Barker, zagrał narkomana Lloyda Barkera. W 1970 zadebiutował na profesjonalnej scenie w produkcji off-broadwayowskiej Jednorazowa przygoda hałaśliwego pasażera (One Night Stands of a Noisy Passenger) w roli szorstkiego i energicznego hipisowskiego aktora u boku Diane Ladd, Sally Kirkland i Richarda Lyncha.
W dramacie sportowym Uderzaj powoli w bęben (Bang the Drum Slowly, 1973) z Michaelem Moriarty przyjął rolę Bruce’a Pearson, jednego z gorszych graczy baseballu, który dowiaduje się, że jest śmiertelnie chory. W 1974 wcielił się w postać młodego Don Vito Corleone w filmie Francisa Coppoli Ojciec chrzestny II; by dobrze przygotować się do roli, zamieszkał na jakiś czas na Sycylii. Wcześniej aktor starał się o angaż w Ojcu chrzestnym, uczęszczając na przesłuchania do ról Sonny’ego Corleone, Michaela Corleone, Carlo Rizziego i Paulie’ego Gatto. Występ w Ojcu Chrzestnym II przyniósł De Niro pierwszą Nagrodę Akademii Filmowej dla najlepszego drugoplanowego aktora. Statuetkę w jego imieniu przyjął jednakże Coppola, gdyż Robert był nieobecny na ceremonii. Stał się on jednocześnie pierwszym aktorem w historii, który w filmie porozumiewał się przede wszystkim w języku innym niż angielski i otrzymał Oscara; w tym przypadku były to różne sycylijskie dialekty. De Niro i Marlon Brando, który grał Vito Corleone w pierwszej części filmu, są jedynymi aktorami w historii, którzy zdobyli Nagrody Akademii za grę tej samej postaci. Brando i De Niro wystąpili wspólnie tylko raz, w obrazie Rozgrywka (2001).
W 1976 wystąpił w obrazie Bernarda Bertolucciego 1900, ukazującym życie we Włoszech przed wybuchem I wojny światowej, widziane oczami dwóch przyjaciół z dzieciństwa, reprezentujących dwie różne grupy hierarchii społecznej; właściciela ziemskiego Alfredo Berlinghieri (De Niro) i chłopa Olmo Dalcò (Gérard Depardieu), którzy są świadkami i uczestniczą w politycznych konflikty między faszyzmem a komunizmem w pierwszej połowie XX wieku. Dwa lata później zagrał Michaela „Mike’a” Vronsky, który z dwójką przyjaciół (Christopher Walken i John Savage) trafia do wietnamskiej niewoli, w słynnym dramacie wojennym Michaela Cimino Łowca jeleni (1978), za który otrzymał nominację do Nagrody Akademii Filmowej dla najlepszego aktora.
W 1986 zadebiutował na Broadwayu w przedstawieniu Kuba i jego pluszowy miś (Cuba & His Teddy Bear) z Ralphem Macchio. W 1987 został uhonorowany nagrodą specjalną Theatre World. W 2016 powrócił na Broadway jako reżyser musicalu A Bronx Tale The Musical.

### Współpraca ze Scorsesem
W 1973 rozpoczął owocną współpracę i długoletnią przyjaźń z Martinem Scorsesem. Łączyło ich wspólne doświadczenie pokoleniowe, dzieciństwo spędzone w tej samej dzielnicy Nowego Jorku, wspólna improwizacja oraz zagłębianie się i wnikanie w ciemną stronę męskiej natury. Nakręcili razem filmy, które na stałe zapisały się w historii światowego kina.
Do metod aktorskich De Niro należało wykorzystywanie każdej ekstremalnej taktyki, która wydaje się konieczna, do najlepszego wcielenia się w daną rolę. W pierwszym wspólnym filmie ze Scorsese – dramacie kryminalnym Ulice nędzy (Mean Streets, 1973) – De Niro zagrał zadłużonego cwaniaczka Johnny’ego Boya, kuzyna (Harvey Keitel) pracującego dla mafii kontrolującej nowojorską Małą Italię, na którego lichwiarz nasyła płatnego zabójcę. Pochodząca z tego filmu scena wejścia De Niro do baru przy dźwiękach „Jumpin’ Jack Flash” grupy The Rolling Stones weszła na stałe do historii kina. Jednym z najważniejszych filmów w karierze De Niro okazał się Taksówkarz (1976), gdzie wcielił się w rolę Travisa Bickle’a, weterana wojennego, który dorabia jako kierowca. Bickle stwierdza, że otaczający go świat jest równie brutalny i zepsuty, co wojenny front, więc postanawia zaprowadzić w nim porządek. Przygotowując się do roli, De Niro przez miesiąc pracował po 12 godzin dziennie jako taksówkarz. Jego ikoniczna rola przyniosła mu sławę, nominację do Oscara dla najlepszego aktora pierwszoplanowego, Złotego Globu dla najlepszego aktora w filmie dramatycznym i nagrody BAFTA oraz sprawiła, że jego nazwisko kojarzone jest ze słynnymi słowami Bickle’a wypowiadanymi przed lustrem: „You talkin’ to me?” („Mówisz do mnie”), które, jak przyznał później De Niro, były silnie improwizowane. Za postać egoistycznego saksofonisty Jimmy’ego Doyle’a (De Niro nauczył się gry na saksofonie), zakochanego się w piosenkarce (Liza Minnelli) w dramacie muzycznym New York, New York (1977) zdobył nominację do Złotego Globu dla najlepszego aktora w filmie komediowym lub musicalu. Do roli narwanego pięściarza Jake’a LaMotty, który dąży do wielkości, lecz po czasie jego autodestrukcyjny charakter i nieopanowany gniew oraz szaleństwo bezwzględnie sprowadzają go w dół, w dramacie biograficznym Wściekły Byk (1980) przytył 40 kilogramów i uczył się boksu. Za tę rolę otrzymał Oscara dla najlepszego aktora pierwszoplanowego i Złoty Glob dla najlepszego aktora w filmie dramatycznym. W czarnej komedii Król komedii (1983) jako pozbawiony talentu Rupert Pupkin, widzi siebie w roli komika estradowego i ma obsesję na punkcie popularnego talk show, nęka znaną gwiazdę showbiznesu; podczas filmowania De Niro obrzucił Jerry’ego Lewisa kilkoma antysemickimi epitetami, aby nadać autentyczności wściekłości, którą na ekranie demonstrował grany przez niego bohater. W biograficznym dramacie kryminalnym Chłopcy z ferajny (1990) zagrał autentyczną postać irlandzko-amerykańskiego gangstera Jamesa Burke’a, jednego z najbardziej przerażających mafijnych bossów, nieobliczalnego, budzącego grozę już samą tylko swoją obecnością. współpracownikiem rodziny przestępczej z Lucchese. Do roli Maxa Cady’ego (nominowanej do Oscara dla najlepszego aktora pierwszoplanowego), byłego skazańca pałającego wolą okrutnej zemsty na adwokacie (Nick Nolte) i jego rodzinie w dreszczowcu Przylądek strachu (1991) De Niro oszlifował zęby.
W kolejnym filmie Martina Scorsesego, Kasyno (1995), wcielił się w rolę Sama „Ace’a” Rothsteina. Postać miała swój pierwowzór w prawdziwym życiu – Franka „Lefty’ego” Rosenthala. Kasyno było ósmym filmem aktora, który reżyserował Scorsese. Pod koniec tego samego roku Robert wystąpił w dreszczowcu Gorączka, u boku swojego długoletniego przyjaciela Ala Pacino. Duet wywołał duże zainteresowanie widzów, gdyż aktorzy byli często do siebie porównywani. Pacino i De Niro ponownie spotkali się na planie – dramatu kryminalnego Jona Avneta Zawodowcy (2008) i biograficznego filmu kryminalnego Scorsesego Irlandczyk (The Irishman, 2019).
Scorsese i De Niro wystąpili razem w obrazie Czarna lista Hollywood (1991) i obaj użyczyli głosów postaciom z animacji Rybki z ferajny (2004).

### Późniejsza kariera filmowa

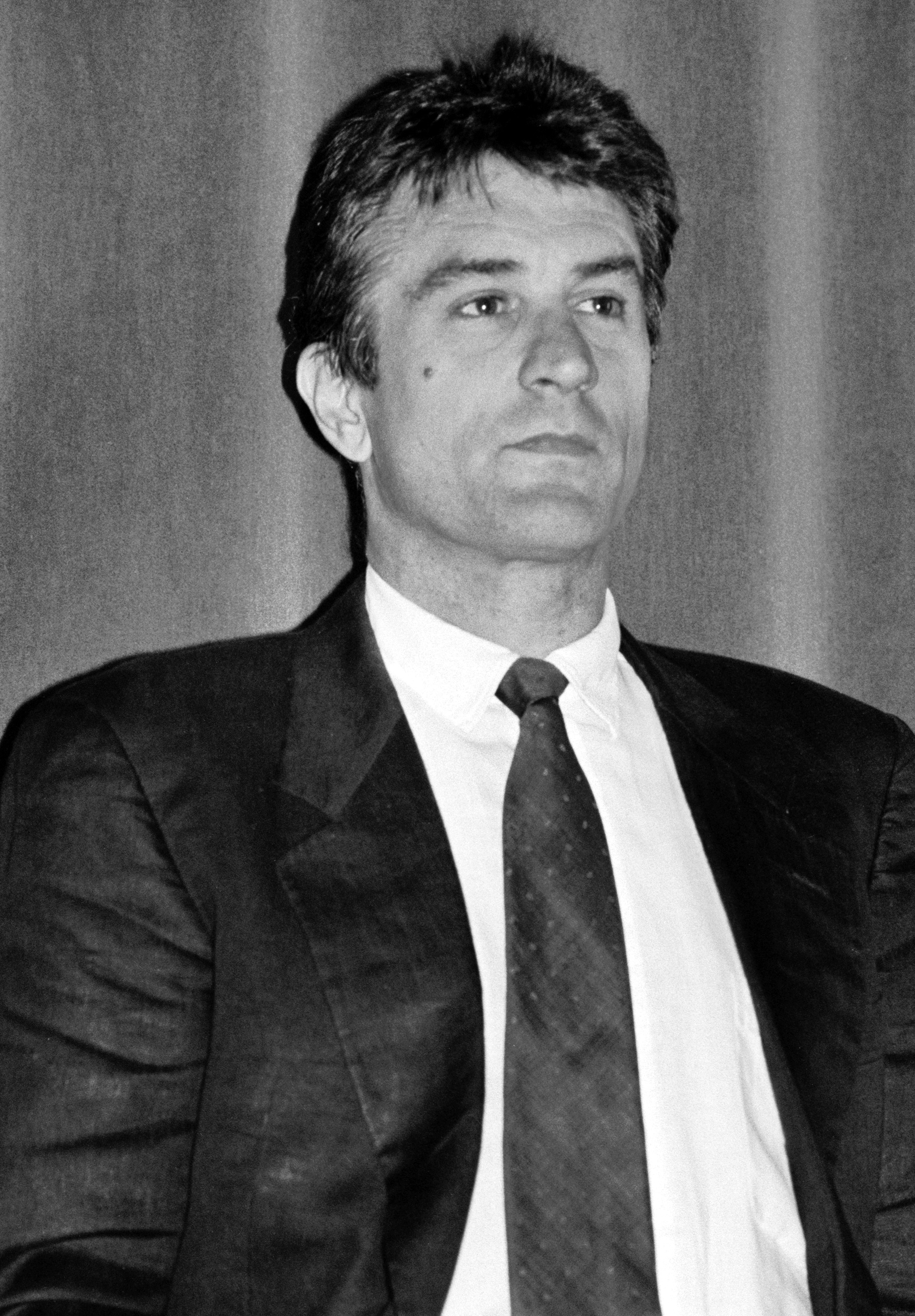
De Niro (1988)

W obawie, że będzie kojarzony wyłącznie z rolami gangsterów, De Niro zaczął w połowie lat 80. okazyjnie występować w komediach, a wśród nich były: Brazil (1985); Zdążyć przed północą (1988), Showtime (2002), Depresja gangstera (1999) oraz Nawrót depresji gangstera (2002), a także Poznaj mojego tatę (2000) i Poznaj moich rodziców (2004).
Inne filmy, w których na przestrzeni lat zagrał De Niro, obejmują m.in.: Zakochać się (1984), Dawno temu w Ameryce (1984), Misja (1986), Harry Angel (1987), Nietykalni (1987), Chłopcy z ferajny (1990), Przebudzenia (1990), Gorączka (1995), Fan (1996), Uśpieni (1996), Fakty i akty (1997), Jackie Brown oraz Ronin (1998).

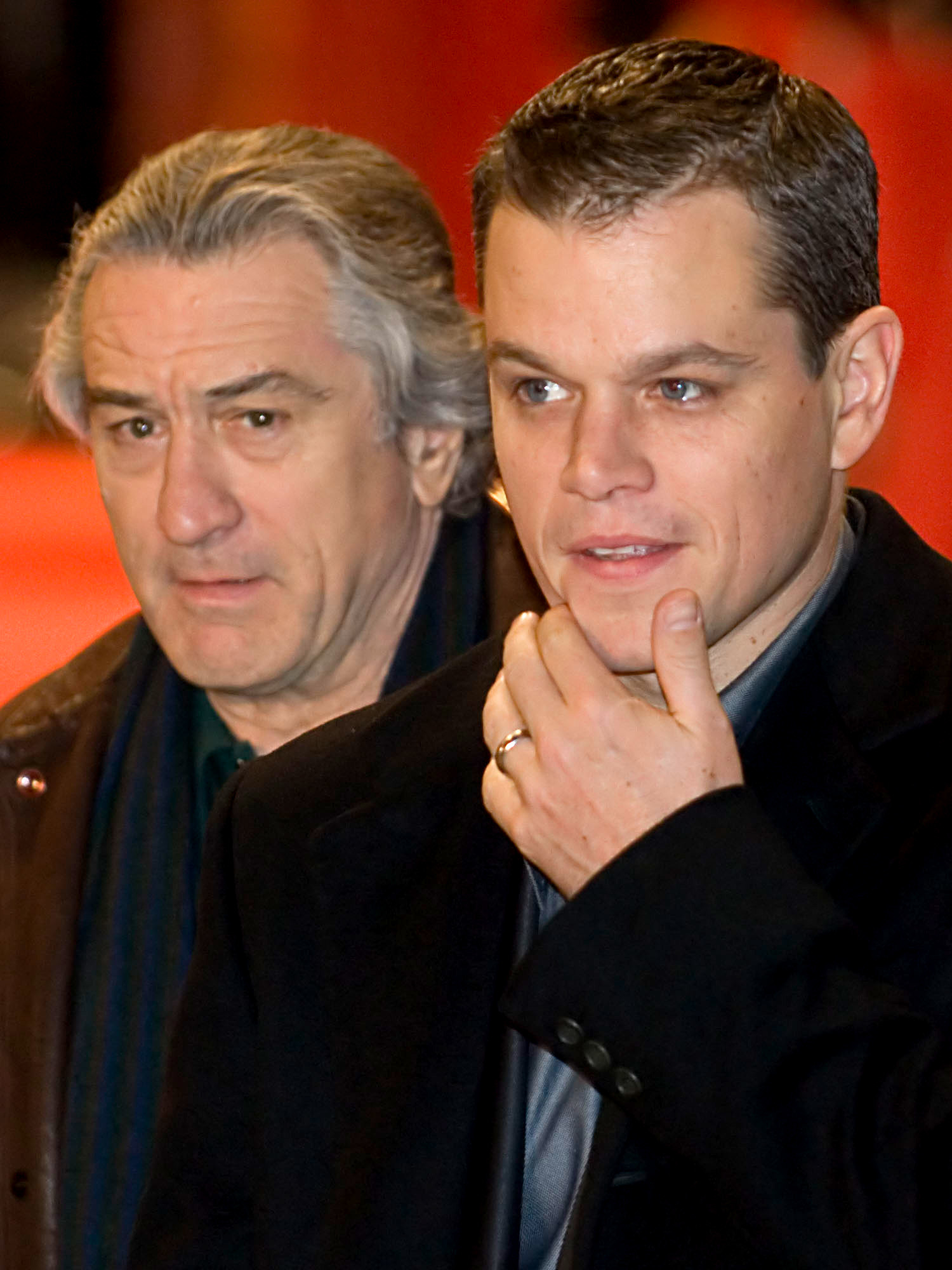
De Niro i Matt Damon na premierze Dobrego agenta podczas 57. MFF w Berlinie (2007)

W 1993 wystąpił w filmie Chłopięcy świat, gdzie partnerowali mu wschodzący wtedy aktorzy: Leonardo DiCaprio i Tobey Maguire. W tym samym okresie otrzymał propozycję wcielenia się w rolę Mitcha Leary’ego w Na linii ognia, jednak odrzucił ją ze względu na konflikty w terminarzu, wynikające z kręcenia Prawa Bronxu. Postać tę zagrał ostatecznie John Malkovich, otrzymując za swoją kreację nominację do Nagrody Akademii Filmowej. De Niro odniósł się do Na linii ognia (oraz Brudnego Harry’ego i Siły magnum – trzech filmów z udziałem Clinta Eastwooda) w obrazie Zawodowcy (2008).

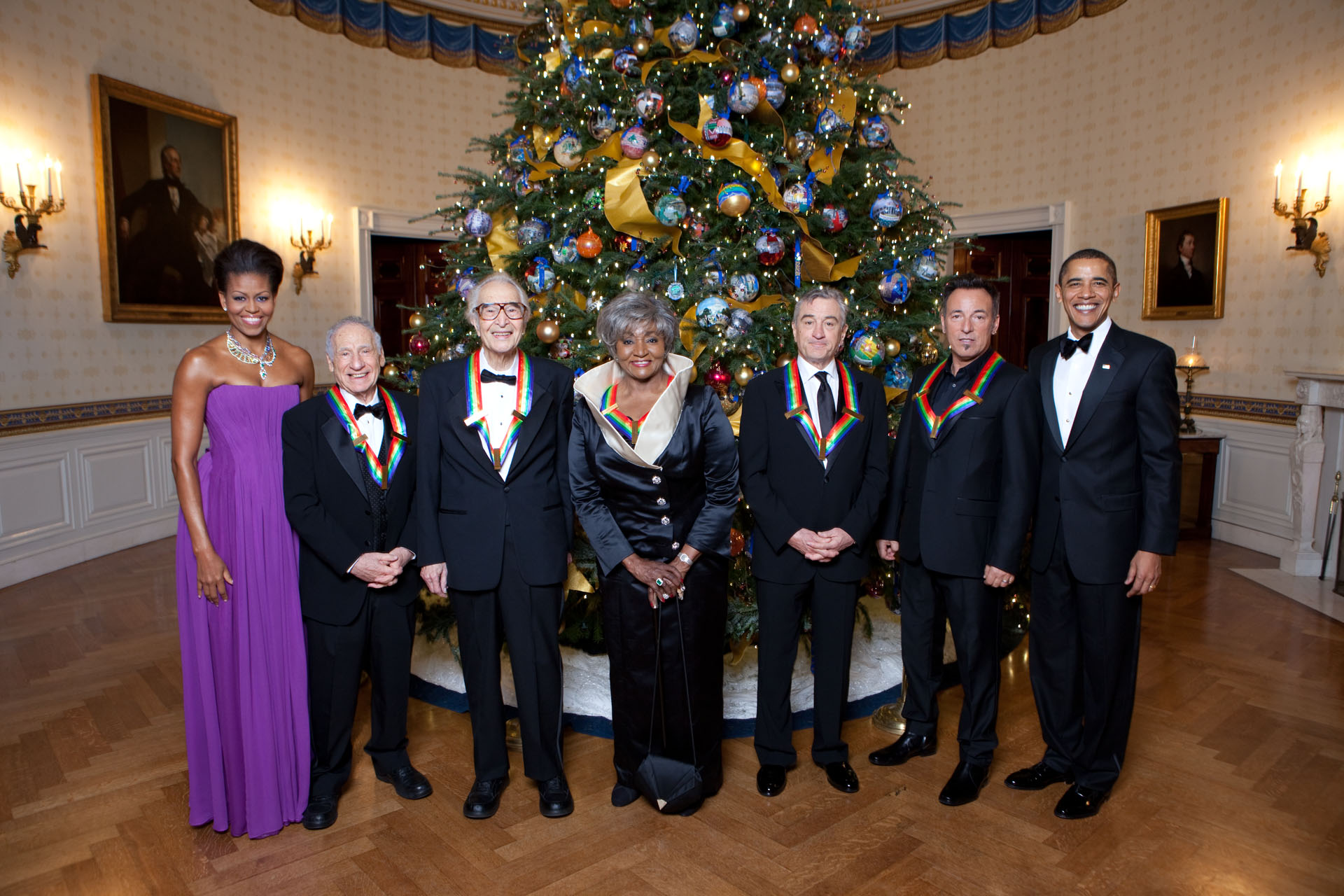
De Niro (trzeci od prawej) odbierający honory od Kennedy Center w Białym Domu (2009)

Był narratorem 9/11 (2002), dokumentu na temat zamachu terrorystycznego z 11 września 2001, opartego na materiałach Jules’a i Gédéona Naudetów, skupiających się na roli i działaniach strażaków, którzy interweniowali po atakach.
Po sukcesie komedii Poznaj mojego tatę (2000), w której zagrał postać przyszłego teścia Bena Stillera i emerytowanego ogrodnika – Jacka Byrnesa, powrócił w kontynuacji hitów kasowych – Poznaj moich rodziców (2004) i Poznaj naszą rodzinkę (2010).
W 2004 użyczył głosu postaci Don Lino w filmie animowanym Rybki z ferajny. Otrzymał propozycję roli w filmie Infiltracja, którą jednak musiał odrzucić ze względu na prace na planie Dobrego agenta: „Naprawdę chciałem. Chciałem to zrobić, ale przygotowania do Dobrego agenta trwały tak długo, że nie miałem na nic czasu. Próbowałem wymyślić coś, aby wziąć udział w tym projekcie w trakcie prac, ale to było niemożliwe.”. Robert nie tylko wystąpił w Dobrym agencie, ale również był jego reżyserem, a na planie partnerowali mu m.in.: Matt Damon, Angelina Jolie i Joe Pesci, z którym De Niro grał kilkakrotnie w przeszłości.
W 2006 przekazał swoje archiwalne kolekcje – złożone ze scenariuszy, kostiumów i rekwizytów – Harry Ransom Center w Uniwersytecie Teksańskim w Austin. 27 kwietnia 2009 roku zbiory zostały wystawione dla odwiedzających.
Przewodniczył jury konkursu głównego na 64. MFF w Cannes (2011). W filmie sensacyjnym Elita zabójców (The Killer Elite, 2011) z Jasonem Stathamem był jednym z oddziału zawodowych morderców. Za rolę Bena Whitakera, 70-letniego wdowca, który zatrudnia się jako stażysta w firmie internetowej, sprzedającej odzież dla kobiet, w komediodramacie Nancy Meyers Praktykant (2015) z Anne Hathaway otrzymał Nagroda Critics’ Choice w kategorii najlepszy aktor w komedii. Następnie wystąpił jako wdowiec i weteran wojenny porucznik Richard „Dick” Kelly, który pragnie ponownie zasmakować życia u boku wnuka (Zac Efron) i młodych kobiet w komedii Co ty wiesz o swoim dziadku? (Dirty Grandpa, 2016).

### Dokonania reżyserskie
Debiut reżyserski De Niro nastąpił wraz z filmem Prawo Bronxu w 1993 roku. Przez następnych trzynaście lat nie powracał on do tego zajęcia, aż do obrazu Dobry agent, którego reżyserii podjął się w 2006 roku.
Robert wystąpił w obu wyreżyserowanych przez siebie filmach.

## Życie prywatne

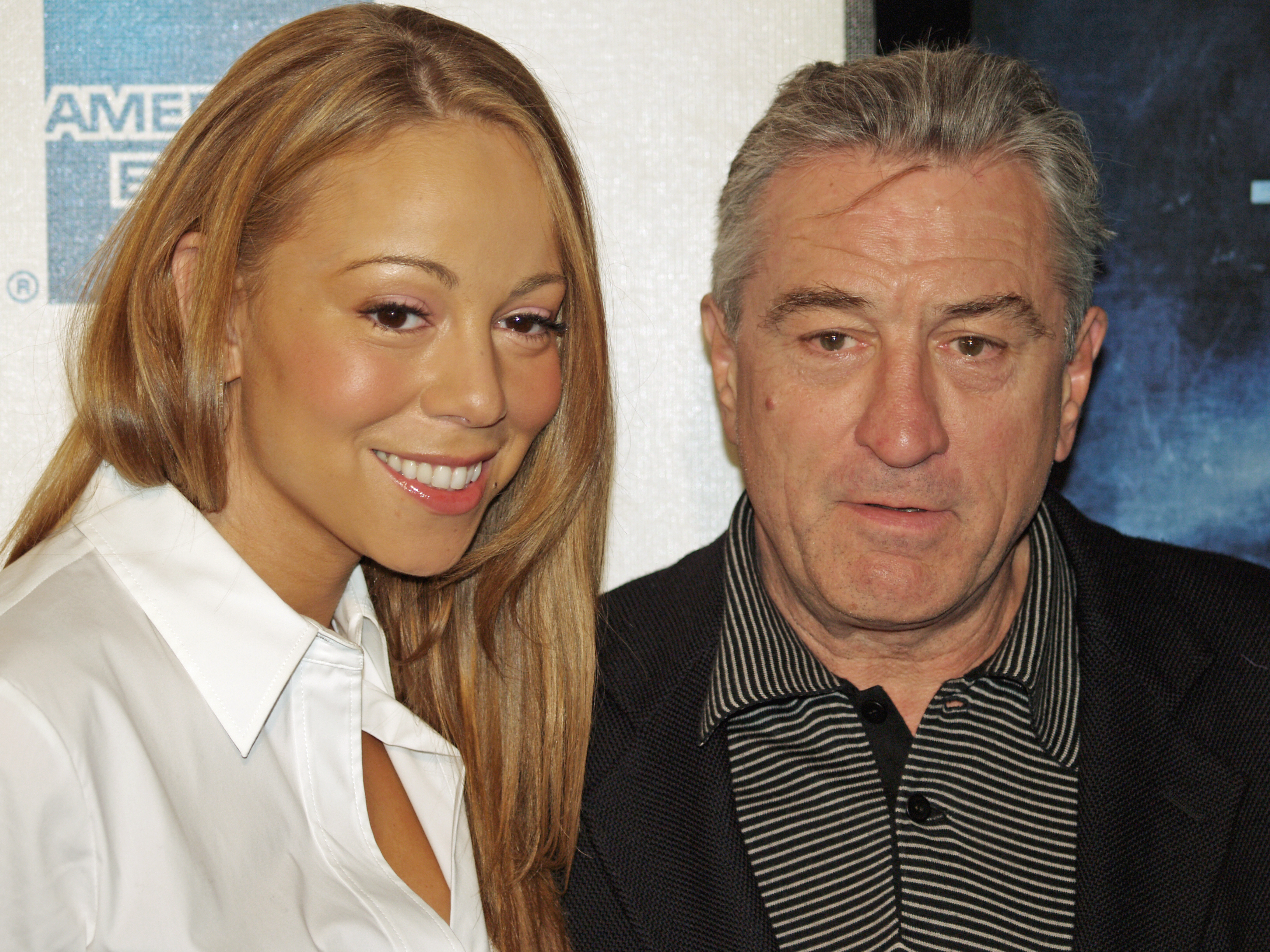
De Niro i Mariah Carey na premierze filmu Tennessee w ramach Tribeca Film Festival (2008)

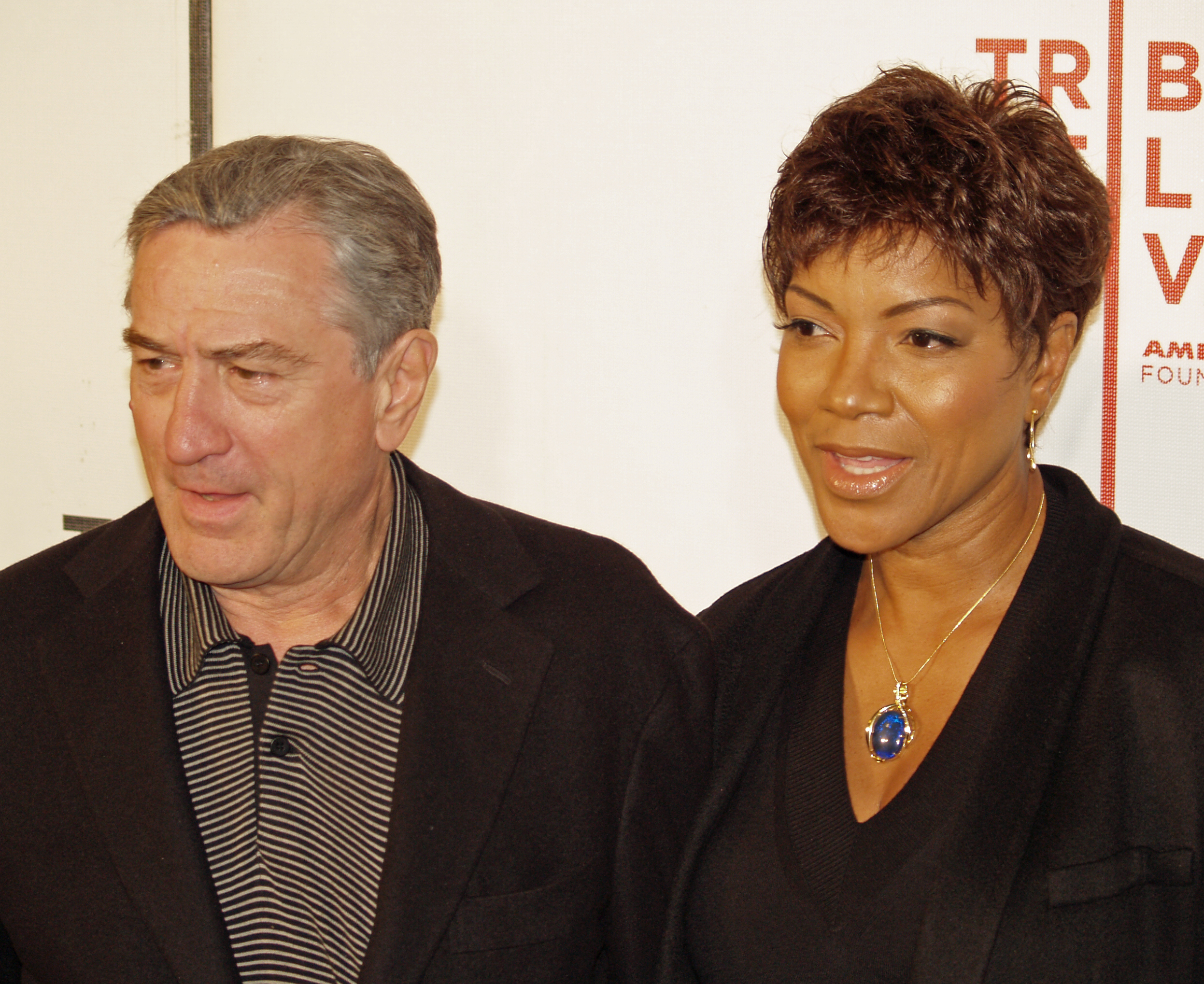
De Niro z żoną, Grace Hightower, podczas Tribeca Film Festival (2008)

De Niro, mieszkaniec Nowego Jorku, inwestował na obszarze TriBeCa, części Manhattanu, od 1989. Był współzałożycielem studia filmowego TriBeCa Productions, współwłaścicielem Nobu Hospitality (firmy zajmującej się zarządzaniem luksusowymi obiektami hotelowymi), restauracji Nobu i Tribeca Grill, hotelu The Greenwich Hotel, a także współorganizatorem Tribeca Film Festival.
28 kwietnia 1976 poślubił Diahnne Abbott, z którą ma przybraną córkę po ich ślubie – Drenę (ur. 3 września 1971) i syna Raphaela (ur. 9 listopada 1976), byłego aktora i agenta nieruchomości w Nowym Jorku. W 1988 rozwiódł się z żoną. Romansował z Sally Kirkland (1976), Bette Midler (1979), Charlotte Lewis (1986) i Cindy Crawford. Jest ojcem bliźniaków: syna Juliana Henry’ego i transpłciowej córki Airyn (narodzonych w wyniku zapłodnienia in vitro przez surogatkę w 1995). 17 czerwca 1997 ożenił się z Grace Hightower, którą poślubił podczas ceremonii w ich posiadłości w Marbletown, w stanie Nowy Jork. Mają syna, Elliota (ur. 18 marca 1998) i córkę Helen Grace (ur. 2011). W listopadzie 2018 rozwiódł się z żoną. Ze związku z instruktorką sztuk walki Tiffany Chen ma córkę Gię (ur. 2023).
17 maja 1991, podczas 44 Festiwalu Filmowego w Cannes na Riwierze Francuskiej, otrzymał francuski Order Sztuki i Literatury (Ordre des Arts et des Lettres) z rąk ministra kultury Francji Jacka Langa.
Jest właścicielem rezydencji na wschodnim i zachodnim Manhattanie. W lutym 1998, podczas kręcenia jednego z filmów we Francji, był przez dziewięć godzin przesłuchiwany przez miejscową policję w sprawie rzekomego korzystania z usług prostytutek. Zaprzeczył on, jakoby miał coś wspólnego ze sprawą, twierdząc: „Nigdy nie płaciłem za seks, a nawet jeśli bym to zrobił, nie byłoby to zbrodnią.”. Funkcjonariusze zdecydowali o przesłuchaniu, gdyż nazwisko aktora zostało wymienione przez jedną z call girls. W wywiadzie dla „Le Monde”, De Niro powiedział: „Nigdy nie wrócę do Francji. I będę odradzał wizytę w tym kraju moim przyjaciołom. [...] Zwrócę moją Legię Honorową ambasadorom tak szybko, jak będzie to możliwe”. Przedstawiciele francuskiego wymiaru sprawiedliwości oświadczyli po incydencie, że aktor nie był przesłuchiwany w roli podejrzanego, tylko potencjalnego świadka.
We wrześniu 2004, podczas Festiwalu Filmowego w Wenecji, miał otrzymać włoskie obywatelstwo. Jednakże organizacja Sons of Italy wystosowała protest, twierdząc, że De Niro zniszczył wizerunek Włochów i Amerykanów włoskiego pochodzenia, poprzez częste granie ról kryminalnych. Minister kultury, Giuliano Urbani, zlekceważył sprzeciwy, a ceremonia została przesunięta w czasie. Kontrowersje ponownie się nasiliły, gdy aktor nie pojawił się na dwóch spotkaniach medialnych, które miały miejsce w tym samym miesiącu. De Niro tłumaczył się „poważnymi problemami komunikacyjnymi”, dodając: „Ostatnią rzeczą, którą chciałem zrobić, było obrażenie kogokolwiek. Kocham Włochy”. Obywatelstwo zostało mu nadane 21 października 2006 podczas finałowego dnia Festiwalu Filmowego w Rzymie. De Niro zarejestrowany jest w regionie Molise, z którego wywodzili się jego włoscy przodkowie.
Jest zwolennikiem Partii Demokratycznej i wspierał Ala Gore’a w wyborach prezydenckich w 2000. Następnie udzielił poparcia Johnowi Kerry’emu, który ubiegał się o urząd Prezydenta Stanów Zjednoczonych w 2004. W 1998 lobbował członków Kongresu, aby ci nie pociągali do odpowiedzialności i nie oskarżali Prezydenta Billa Clintona. Podczas promocji filmu Dobry agent gościł wraz z Mattem Damonem w programie Hardball with Chris Matthews, w odcinku emitowanym 8 września 2006. Jedno z pytań dotyczyło tego, kogo aktor widziałby jako kolejnego Prezydenta Stanów Zjednoczonych, na co De Niro odpowiedział: „Myślę o dwójce ludzi: Hillary Clinton i Obamie”. 4 lutego 2008 poparł Obamę podczas wiecu w Izod Center w New Jersey.

## Nagrody i nominacje

### Nagrody Akademii Filmowej
- Wygrana: Najlepszy aktor drugoplanowy, Ojciec chrzestny II (1974)
- Nominacja: Najlepszy aktor, Taksówkarz (1976)
- Nominacja: Najlepszy aktor, Łowca jeleni (1978)
- Wygrana: Najlepszy aktor, Wściekły Byk (1980)
- Nominacja: Najlepszy aktor, Przebudzenia (1990)
- Nominacja: Najlepszy aktor, Przylądek strachu (1991)
- Nominacja: Najlepszy aktor drugoplanowy, Poradnik pozytywnego myślenia (2013)

### Złote Globy
- Nominacja: Najlepszy aktor, Taksówkarz (1976)
- Nominacja: Najlepszy aktor w musicalu lub komedii, New York, New York (1978)
- Nominacja: Najlepszy aktor, Łowca jeleni (1979)
- Wygrana: Najlepszy aktor, Wściekły Byk (1980)
- Nominacja: Najlepszy aktor w musicalu lub komedii, Zdążyć przed północą (1988)
- Nominacja: Najlepszy aktor, Przylądek strachu (1991)
- Nominacja: Najlepszy aktor w musicalu lub komedii, Depresja gangstera (1999)
- Nominacja: Najlepszy aktor w musicalu lub komedii, Poznaj mojego tatę (2000)

## Odznaczenia
- Medal Sztuki i Literatury - Francja, 1991[51]
- Prezydencki Medal Wolności – 2016[55]
- Legia Honorowa – Francja
- Grande Ufficiale Orderu Zasługi Republiki Włoskiej – Włochy, 2004[56]